# Saison 2015 des Phillies de Philadelphie
La saison 2015 des Phillies de Philadelphie est la 133e saison en Ligue majeure de baseball pour cette franchise.
La glissade des Phillies, amorcée quelques années plus tôt après une longue période de succès, se poursuit en 2015. L'équipe décroche le premier choix du prochain repêchage amateur en vertu du pire bilan de l'année dans le baseball majeur. Avec une fiche de 63 succès contre 99 défaites, les Phillies encaissent 10 revers de plus qu'en 2014 et ne parviennent pas à gagner plus de matchs qu'ils n'en perdent pour une 4e année de suite. En cours de saison, le gérant Ryne Sandberg démissionne pour être remplacé par Pete Mackanin, le directeur général Rubén Amaro, Jr. est congédié, et le club échange plusieurs joueurs : les lanceurs étoiles Cole Hamels et Jonathan Papelbon, ainsi que l'ancienne gloire Chase Utley, qui était avec Philadelphie depuis 2003.

## Contexte
En 2014, les Phillies remettent une fiche de 73 victoires et 89 défaites identique à celle de 2013 mais glissent du 4e au 5e et dernier rang de la division Est de la Ligue nationale. C'est la 3e saison consécutive que le club est incapable de gagner plus de matchs qu'il n'en perd (après une performance de 81-81 en 2012) et une 3e année sans participer aux séries éliminatoires.

## Intersaison
Six joueurs des Phillies deviennent agents libres après la saison 2014 : les lanceurs partants droitiers A. J. Burnett et Kyle Kendrick, le lanceur de relève droitier Mike Adams, le droitier Jerome Williams (qui lance comme partant et en relève), le receveur substitut Wil Nieves et le voltigeur Grady Sizemore. Burnett repousse l'offre des Phillies et retourne à son ancienne équipe, les Pirates de Pittsburgh.
Le président du club, Pat Gillick, est prompt à admettre que les Phillies ne seront pas une équipe compétitive en 2015, et probablement pas en 2016. Le directeur-gérant Ruben Amaro, Jr. confirme que l'équipe est en reconstruction et n'hésitera pas à poser des gestes drastiques, y compris échanger le lanceur étoile Cole Hamels. L'échange du joueur d'arrêt-court Jimmy Rollins marque en quelque sorte la fin d'une époque : celui qui a battu en juin 2014 le record de coups sûrs dans l'histoire des Phillies est cédé aux Dodgers de Los Angeles le 19 décembre suivant, contre deux lanceurs d'avenir, le gaucher Tom Windle et le droitier Zach Eflin.
Le 10 décembre 2014, le releveur gaucher Antonio Bastardo est échangé aux Pirates de Pittsburgh contre Joely Rodriguez, un lanceur gaucher des ligues mineures.
Le 31 décembre 2014, le voltigeur Marlon Byrd est échangé aux Reds de Cincinnati contre le lanceur droitier des ligues mineures Ben Lively.
Le 5 janvier 2015, le lanceur partant droitier Aaron Harang signe un contrat de 5 millions de dollars pour une saison avec Philadelphie.
Le 29 janvier 2015, les Phillies accordent un contrat d'un an à 1,5 million de dollars au lanceur partant droitier Chad Billingsley, absent du jeu depuis avril 2013.

## Calendrier pré-saison
L'entraînement de printemps 2015 des Phillies se déroule du 1er mars au 4 avril.

## Saison régulière
La saison régulière de 162 matchs des Phillies débute le 6 avril par avec la visite à Philadelphie des Red Sox de Boston et se termine le 4 octobre suivant.

### Classement
| Ligue nationale division Est | V  | D  | %    | Diff. | Diff. (séries) |
| ---------------------------- | -- | -- | ---- | ----- | -------------- |
| Mets de New York             | 90 | 72 | ,556 | -     | -              |
| Nationals de Washington      | 83 | 79 | ,512 | 7     | 14             |
| Marlins de Miami             | 71 | 91 | ,438 | 19    | 26             |
| Braves d'Atlanta             | 67 | 95 | ,414 | 23    | 30             |
| Phillies de Philadelphie     | 63 | 99 | ,389 | 27    | 34             |

### Mai
- 13 mai : Jonathan Papelbon bat l'ancien record d'équipe établi de 2001 et 2007 par José Mesa[18] avec son 113e sauvetage pour les Phillies[19].

### Juin
- 26 juin : Les Phillies ont la pire fiche (26 victoires, 48 défaites) du baseball majeur et Ryne Sandberg démissionne de son poste de gérant. Il est remplacé, sur une base intérimaire, par Pete Mackanin[20].

### Juillet
- 2 juillet : Maikel Franco des Phillies est nommé meilleure recrue du mois de juin 2015 dans la Ligue nationale[21].
- 25 juillet : À Chicago, Cole Hamels des Phillies lance un match sans point ni coup sûr au cours duquel il réussit 13 retraits sur des prises face aux Cubs[22].
- 28 juillet : Les Phillies échangent le stoppeur Jonathan Papelbon aux Nationals de Washington contre le lanceur droitier des ligues mineures Nick Pivetta[23].

### Août
- 19 août : Les Phillies échangent l'un des joueurs emblématiques de leur franchise, le deuxième but Chase Utley, aux Dodgers de Los Angeles contre deux athlètes des ligues mineures : le joueur d'utilité Darnell Sweeney et le lanceur droitier John Richy[24].

### Septembre
- 10 septembre : Les Phillies congédient leur directeur général, Rubén Amaro, Jr., et confient par intérim son poste à Scott Proefrock[25].
- 22 septembre : Pete Mackanin est confirmé comme gérant des Phillies pour la saison 2016[26].

## Affiliations en ligues mineures
| Niveau            | Équipe                       | Ligue                    |
| ----------------- | ---------------------------- | ------------------------ |
| AAA               | IronPigs de Lehigh Valley    | Ligue internationale     |
| AA                | Fightin Phils de Reading     | Eastern League           |
| A-Advanced        | Threshers de Clearwater      | Florida State League     |
| A                 | BlueClaws de Lakewood        | South Atlantic League    |
| A (saison courte) | Crosscutters de Williamsport | New York - Penn League   |
| Ligue des recrues | GCL Phillies                 | Gulf Coast League        |
| Ligue des recrues | DSL Phillies                 | Dominican Summer League  |
| Ligue des recrues | VSL Phillies                 | Venezuelan Summer League |